# Unified Task Force
Unified Task Force (UNITAF) var en USA-ledd FN-stödd truppstyrka som sattes in i Inbördeskriget i Somalia parallellt med FN:s operation UNOSOM. UNITAF verkade från december 1992 till mars 1993 innan ledningen övertogs av FN under UNOSOM II.

## Svenska bidrag
Sverige deltog med ett sjukhuskompani. Sjukhuskompaniet i Somalia deltog inledningsvis från december 1992 till mars 1993. Förbandsbeteckningen var SO01 och SO02. SO02 övergick till en FN-ledd insats i samband med övergången till UNOSOM II.